# Тиранські протоки
28°00′14″ пн. ш. 34°27′55″ сх. д. / 28.00389° пн. ш. 34.46528° сх. д.
Тиранські протоки (араб. مضيق تيران, івр. מיצרי טיראן) — вузькі морські протоки (близько 13 км шириною) між Синайським і Аравійським півостровами, відокремлені затокою Акаба в Червоному морі. Їх названо на честь розташованого між протоками острова Тиран, на якому розташовано пост Багатонаціональних сил і спостерігачів для контролю за дотриманням Єгиптом забезпечення свободи судноплавства в протоках, як це передбачено згідно з Ізраїльсько-Єгипетським мирним договором.
Острів Санафір лежить на схід від острова Тиран на південний схід від мілководної протоки між Тираном та Саудівською Аравією.
Доступ до Йорданського порту Акаба й Ізраїльського порту Ейлат, що є єдиним виходом до Індійського океану, залежить від проходу через затоку Акаба, надаючи через це Тиранським протокам стратегічне значення. Єгипет блокував протоки для ізраїльських кораблів у 1956-му і 1967-му, що було приводом для Суецької кризи в 1956-му і Шестиденної війни в 1967 році.
У міжнародних документах вживається назва як однини (Тиранська протока) так і множини (Тиранські протоки). На справді це кілька проток між Єгиптом і Саудівською Аравією. Найзахідніша протока, між Єгиптом і островом Тиран, омиває єгипетське місто Шарм-еш-Шейх і саме є «Тиранською протокою». Вона має фарватери досить глибокі для великотоннажних суден. Біля єгипетського узбережжя фарватер завглибшки 290 м, східніший Графтонський прохід 80 м завглибшки оточено мілинами. Між Тираном і Саудівську Аравію, інша протока має рифи та мілини з одним фарватером 16 м завглибшки.
Існує проєкт будівництва мосту 15,0 км завдовжки через протоки, який зв'язував би Єгипет і Саудівську Аравію, наразі перебуває на розгляді єгипетського уряду. Цей міст має з'єднати арабські землі в Африці та арабські землі Південно-Західної Азії в обхід Ізраїлю.